# GTF2A1
La subunidad 1 del factor iniciador de la transcripción IIA (GTF2A1) es una proteína codificada en humanos por el gen gtf2A1.

## Interacciones
La proteína GTF2A1 ha demostrado ser capaz de interaccionar con:
- Proteína de unión a TATA[3][4][5][6][7]
- TBPL1[8][9]